# Данубио
„Данубио“ е уругвайски футболен клуб от Монтевидео. Основан е на 1 март 1932 г. от българските имигранти Михаил и Иван Лазарови (Мигел и Хуан Лазароф). Отборът е наречен на река Дунав.
Той е четирикратен шампион на Уругвай – през 1988, 2004, 2007 и 2014 година. Достига до полуфинал за Копа Либертадорес през 1989 г.
Сред най-известните играчи, носили екипа на „Данубио“, са Рубен Соса, Алваро Рекоба, Марсело Салайета, Диего Форлан, Хавиер Шевантон, Хамилтън Рикард, Нери Кастийо, Единсон Кавани и Валтер Гаргано.

## Цветове и екипи
Цветовете на „Данубио“ са бял и черен, заимствани от „Монтевидео Уондърърс“, който е последният аматьорски шампион на Уругвай (1931). „Монтевидео Уондърърс“ използва цветовете на „Естудиантес Буенос Айрес“. До 1940-те години „Данубио“ използва екипи, подобни на тези на Монтевидео Уондърърс – фланелки на черно-бели райета и черни гащета. Тогава обаче се налага дизайнът да бъде сменен, за да не се бърка с този на „Универсал Рамирес“ от същата лига. Член на клуба предлага фланелките да са бели с черна диагонална черта – идея, заимствана от екипа на „Ривър Плейт“. Този дизайн остава. През сезон 2005/2006 третият екип на Данубио включва зелени фланелки с бяла диагонална черта. С тези екипи отборът играе срещу тимове с бели и черни фланелки. В края на 2007 г. този екип е изваден от употреба, защото „Данубио“ няколко пъти губи мачове, играейки с него и той се счита за прокълнат. Новият трети екип е с червен цвят.

## Успехи
- 4х шампион на Уругвай: 1988, 2004, 2007 и 2014
- 3х първо място в Клаусура: 2002, 2004 и 2007
- 2х първо място в Апертура: 2001 и 2006
- 1х Clasificatorio: 2004
- 1х полуфинал за Копа Либертадорес: 1989
- 1х Пре Либертадорес: 1983

## Известни играчи
| - Алваро Рекоба - Диего Форлан - Ебер Моас - Едгар Боргес - Единсон Кавани - Ернан Родриго Лопес - Жадсон - Карлос Ромеро - Марсело Салайета - Нери Кастийо | - Рикардо Алекс Родригес - Ричард Нунес - Рубен да Силва - Рубен Оливейра - Рубен Соса - Фабиан Карини - Хавиер Шевантон - Хавиер Сеоли - Хамилтон Рикард - Хуан Боргеньо - Единсон Кавани |